# Jordansk dinar
Jordansk dinar (Jd - Jordanian dinar) är den valuta som används i Jordanien i Asien. Valutakoden är JOD. 1 Dinar = (10 dirham) = 100 piaster / qirsh (sedan 1992) = (1000 fils).
Valutan infördes 1949 och ersatte det tidigare palestinska pund från 1927.
Valutan har en fast växelkurs sedan 1998 till kursen 0.71 US dollar (USD $), det vill säga 1 JOD = 1.41 USD och 1 USD = 0.71 JOD.

## Användning
Valutan ges ut av Central Bank of Jordan - CBJ som grundades 1966 och har huvudkontoret i Amman.

## Valörer
- mynt: ¼, ½ och 1 dinar
- underenhet: ½ (5 fils), 1 (10 fils), 2½ (25 fils), 5 (50 fils) och 10 (100 fils) piaster
- sedlar: ½, 1, 5, 10, 20 och 50 JOD